# Semioptila fulveolans
Semioptila fulveolans is een vlinder uit de familie Himantopteridae. De wetenschappelijke naam van deze soort is voor het eerst geldig gepubliceerd in 1897 door Mabille.
De soort komt voor in tropisch Afrika.